# Научно-исследовательский тракторный институт
Нау́чно-иссле́довательский тра́кторный институ́т — бывший научный институт, занимавшийся проблемами тракторостроения.

## История
Датой основания НАТИ считается 31 декабря 1925 года, когда постановлением ВСНХ в Научном автомоторном институте (НАМИ) был организован тракторный отдел.
В 1931 году НАМИ был переименован в Научный автотракторный институт (НАТИ).
В 1938 году на Всемирной промышленной выставке в Париже трактор «СТЗ-НАТИ» получил Большую Золотую медаль и диплом Гран-при. В 1941 году руководитель работ В. Я. Слонимский был награждён Сталинской премией I степени.
В 1940 году институт НАТИ награждён орденом Трудового Красного Знамени «за выдающиеся успехи в подъеме сельского хозяйства и за перевыполнение показателей ВСХВ».
В 1941 году группа конструкторов НАТИ участвовала в разработке военных модификаций трактора СХТЗ-НАТИ, в работах по установке реактивных систем БМ-13(«Катюша») на шасси автомобилей и тракторов; в 1942 г. — в создании образца быстроходного артиллерийского тягача Я-12 (М-12).
Б. И. Гостев, П. И. Степин были отмечены Сталинской премией за разработку специальных чугунов для мин.
За разработку в 1942 году планетарной трансмиссии с механизмом поворота нового типа для тяжелых танков Сталинской премии были удостоены Г. И. Зайчик, М. А. Крейнес, М. К. Кристи и К. Г. Левин.
В начале 1946 года в связи с передачей тракторной промышленности в ведение Министерства сельскохозяйственного машиностроения НАТИ был разделён на две части. Автомобильная часть осталась в ведении Минавтопрома и была преобразована в Научно-исследовательский автомобильный и автомоторный институт (НАМИ). Тракторная часть передана Минсельхозмашу и на её базе организован союзный Научно-исследовательский тракторный институт (НАТИ).
Директором реорганизованного НАТИ был назначен А. Н. Буров, главным инженером — В. Я. Слонимский.

## Направления деятельности
- Исследование и разработка перспективных конструкций тракторов с высокими технико-экономическими, эргономическими и экологическими характеристиками.
- Создание типовых конструкций новых перспективных агрегатов, узлов и систем тракторов, обеспечивающих повышение технического уровня и технико-экономических характеристик машин.
- Общеотраслевые работы по стандартизации, сертификации тракторной техники.

Институт имеет уникальное экспериментальное оборудование, автоматизированные стенды, климатические камеры, располагает высококвалифицированным коллективом научных работников и испытателей.

## Предложения и услуги
Разработка перспективных конструкций новых агрегатов, систем и узлов тракторов и другой мобильной техники:
- моторных установок;
- трансмиссий, в том числе бесступенчатых электрических и гидрообъёмных;
- ходовых систем колёсных и гусеничных машин;
- элементов, обеспечивающих оптимальные условия труда тракториста;
- гидравлических и гидронавесных систем;
- средств автоматизации.

Проведение оптимизационных расчётов по определению технологической потребности в тракторах разных типов и классов для различных природно-хозяйственных условий.
Проведение работ по сертификации тракторов и двигателей.
Проведение работ по анализу и экспертизе разработок в области тракторостроения.

## Настоящее
В 2003 году НАТИ стал членом некоммерческого партнерства «Концерн тракторные заводы».
В 2004 году институт получил статус открытого акционерного общества, в котором 100 % акций принадлежат государству.
12 мая 2010 года Федеральное агентство по управлению государственным имуществом («Росимущество») выпустило распоряжение «Об условиях приватизации акций открытого акционерного общества „Научно-исследовательский тракторный институт НАТИ“».
По итогам торгов, состоявшихся 25 июня 2010 года, новым владельцем стала компания ЗАО «ИнжМонтажКомплект», которая приобрела 100 % акций ОАО «НАТИ» за 1 миллиард 278 миллионов рублей (начальная цена 1 миллиард 68 миллионов рублей). В торгах, помимо ЗАО «ИнжМонтажКонмплект», также принимали участие ЗАО «ИнтехноЭстейт», Курченко Марина Владимировна и Тулупов Алексей Викторович.
Профильной специализацией ЗАО «ИнжМонтажКомплект» является «подготовка к продаже собственного недвижимого имущества».
31 декабря 2012 года ОАО «НАТИ» ликвидировано.
В 2015-2016 годах Группой компаний «КрашМаш» на территории бывшего института были проведены демонтажные работы по ликвидации зданий и сооружений НАТИ.
К концу 2018 года компания «Донстрой» планирует завершить работы по возведению на территории бывшего института жилого комплекса «Суббота».